# Campylostachys helmei
Campylostachys helmei är en tvåhjärtbladig växtart som beskrevs av John Charles Manning och Goldblatt. Campylostachys helmei ingår i släktet Campylostachys och familjen Stilbaceae. Inga underarter finns listade i Catalogue of Life.